# Шигуре
Шигуре (на японски: 時雨 – „Ръмеж“) е разрушител на Императорските ВМС на Япония, десетият кораб от типа „„Ширацую““. Заедно с разрушителя „Юкиказе“ добива известност сред имперския флот като „късметлия“ или „непотопим“, излизайки невредим от няколко сражения и единственият оцелял японски съд от две други сражения. Като флагман на 27-ма дивизия разрушители, командван от капитан 1-ви ранг Тамеичи Хара, „Шигуре“ получава важно място в мемоарите на единствения японски капитан на разрушител, оцелял след Тихоокеанската война. Шигуре е торпилиран на 24 януари 1945 г. от американската подводница „Блекфин“ (USS Blackfin (SS-322)) в Тайландския залив.

## Предистория
Разрушителите от типа „Ширацую“ са модифицирана версия на типа „Хацухару“, проектирани като основна част от главния ударен японски флот, който да осъществява дневни и нощни торпедни атаки срещу напредващия през Тихия океан флот на САЩ. Въпреки че типът е сред най-добрите за времето си, нито един не оцелява през войната.
Шигуре е заложен на 9 декември 1933, спуснат на вода на 18 май 1935 и въведен в служба на 7 септември 1936 г.

## История на службата
В началото на войната Шигуре участва основно в патрулни и ескортиращи операции. В началото на 1942 г. помага при ескортиране на „Зуихо“ до Давао , а също така и на „Шокаку“ и „Зуикаку“ до атола Трук. По време на битката в Коралово море на 7 май „Шигуре“ е част от ескорта на ударната група на адмирал Такео Такаги и при битката при Мидуей е част от Алеутската група под командването на адмирал Широ Такасу. В боевете за Гуадалканал „Шигуре“ участва в осем ескортни мисии на „Токио Експрес“, доставяйки войски и провизии. По време на самата морска битка за Гуадалканал „Шигуре“ не участва пряко, но след битката спасява оцелели от линейния крайцер „Хией“. По време на боевете за островите Санта Круз „Шигуре“ участва в няколко спасителни операции. 
В средата на януари 1943 г., „Шигуре“ ескортира конвой от атола Трук, а впоследствие участва в спасителната Операция „Ке“, целяща да евакуира имперски войски от Гуадалканал. През февруари се завръща до Сасебо за ремонт. През март „Шигуре“ се завръща до Трук, в средата на месеца ескортира „Чуйо“ и „Тайо“ до Йокосука и се завръща с тях до Трук през средата на април. През май ескортира „Мусаши“ от Трук до Йокосука, завръщайки се до Трук на 21 юни. След това изпълнява различни поръчения из Соломоновите острови, включително и превоз на войници до Коломбангара.
След битката при залива Веля само „Шигуре“ оцелява. До края на годината участва в множество спасителни и ескортиращи операции, в някои от които се разминава от сериозни щети и причинява такива на някои от противниковите кораби. През ноември се завръща в Сасебо за ремонт, но на 24 декември, напускайки пристанището, се сблъсква с рибарска лодка и остава за ремонт до края на годината.
През януари и февруари на 1944 г. „Шигуре“ участва в няколко ескортни мисии. След бомбардировка на САЩ над Трук понася големи щети, поемайки точно попадение от бомба върху оръдие номер 2, при което 21 души загиват и 45 – ранени. След това се завръща до Палау за извънреден ремонт и на 22 март отива в Сасебо, където повредената оръдейна кула е заменена от две тройни 25-mm зенитни оръдия тип 96. След приключване на ремонтите на 11 май, „Шигуре“ ескортира „Мусаши“ и самолетоносачите „Читосе“, „Чийода“ и „Зуихо“ до Тауитауи и от там до Давао. На 8 юни „Шигуре“ спасява 110 оцелели от „Харусаме“, след което се сражава със съюзнически крайцери и разрушители, при което загиват 7 и са ранени 15 души. След битката във Филипинско море спасява оцелели от самолетоносача „Хийо“. През юли ескортира конвой до Окинава и през август заедно с крайцера „Кину“ извършва транспортни мисии от Сингапур до Бруней, Манила и Палау. През октомври участва в битката при залива Лейте, като има повреди от бомба, довела до общо 11 жертви, а впоследствие е единственият оцелял кораб от битката при протока Суригао, претърпявайки големи щети. На 27 октомври се завръща в Бруней. През ноември се завръща в Сасебо за ремонт, като се предполага, че по пътя потопява американската подводница „Граулър“. След потапянето на самолетоносача „Унрю“, „Шигуре“ и „Моми“ спасяват 146-имата оцелели.
На 24 януари 1945 г. на път от Хонконг до Сингапур „Шигуре“ е торпилиран от подводницата „Блекфин“ в Тайландския залив, приблизително на 260 km източно от Кота Бару, Малайзия (6°00′ с. ш. 103°48′ и. д. / 6° с. ш. 103.8° и. д.). Корабът потъва бавно, позволявайки на 270 моряци да се спасят, но 37 души от екипажа загиват. 